# أولاد بلكاسم (أولاد فارس)
أولاد بلكاسم هو دُوَّار يقع بجماعة أولاد فارس الحلة، إقليم سطات، جهة الدار البيضاء سطات في المملكة المغربية. ينتمي الدوّار لمشيخة أولاد فارس التي تضم 18 دوار. يقدر عدد سكانه بـ 54 نسمة حسب الإحصاء الرسمي للسكان والسكنى لسنة 2004.

## روابط خارجية
- البوابة الوطنية للجماعات الترابية
- المندوبية السامية للتخطيط